# Certificado de reciclagem

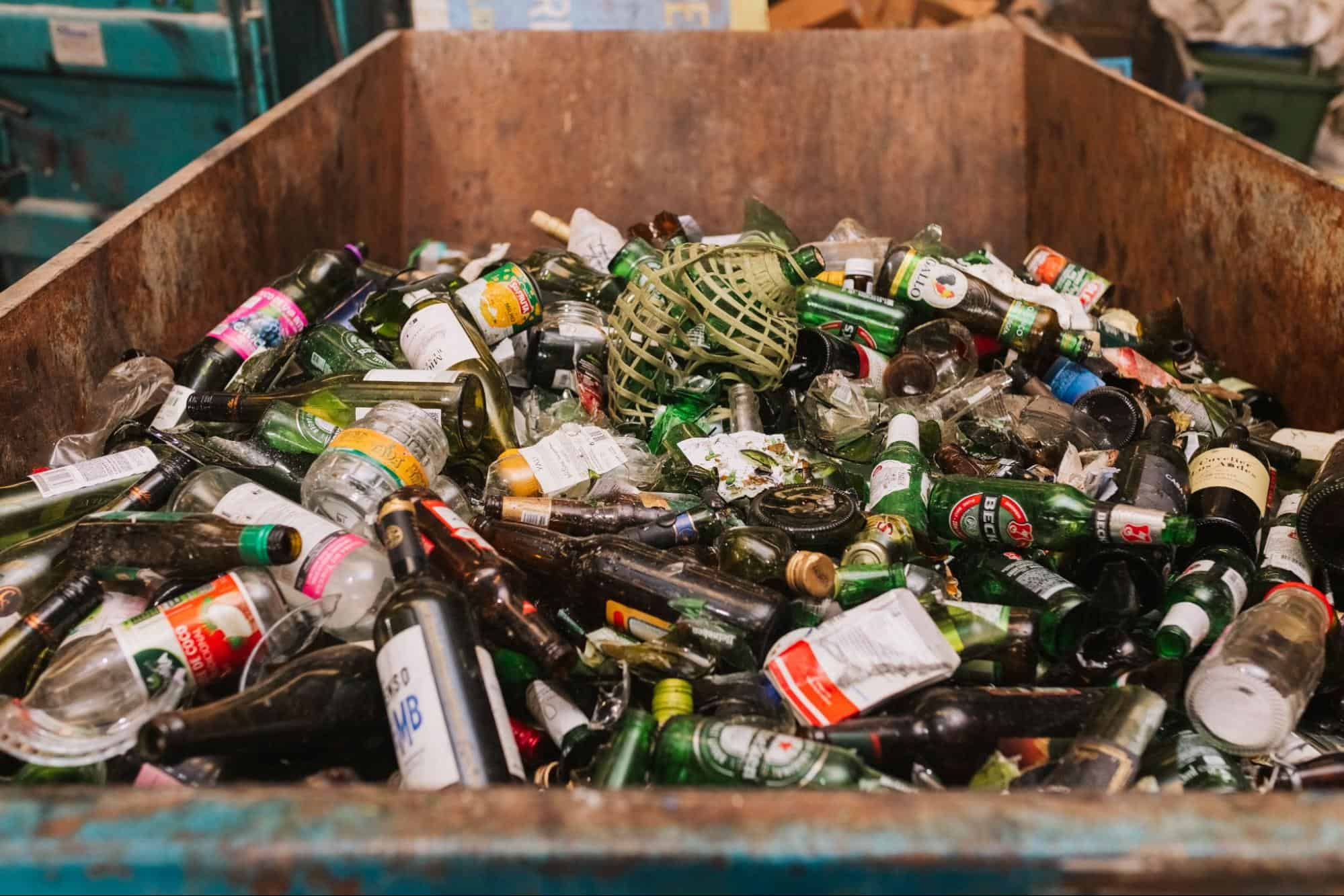
caçamba com garrafas de vidro

O Certificado de Reciclagem é uma das formas de garantir que as empresas cumpram as obrigações da logística reversa. O Certificado de Reciclagem é emitido para empresas que comprovadamente reciclam seus resíduos, ajudando a manter o meio ambiente limpo e preservando os recursos naturais. Com o Certificado de Reciclagem, as empresas podem demonstrar seu compromisso com a sustentabilidade e a responsabilidade ambiental, o que é cada vez mais importante para os consumidores.

### A importância da logística reversa
A logística reversa é essencial para a reciclagem, pois ajuda a coletar os resíduos e a devolvê-los ao ciclo de produção. A logística reversa é um processo que envolve a coleta de resíduos após o uso pelo consumidor e o retorno desses resíduos ao processo de produção. A logística reversa é uma maneira de reduzir o impacto ambiental dos resíduos e preservar os recursos naturais. A logística reversa é uma atividade importante que ajuda a manter o meio ambiente limpo e saudável.

### O Certificado de Reciclagem e sua importância na logística reversa
O Certificado de Reciclagem é um documento que atesta que uma empresa está cumprindo suas obrigações de logística reversa. O Certificado de Reciclagem é emitido para empresas que comprovadamente reciclam seus resíduos e contribuem para a preservação do meio ambiente. O Certificado de Reciclagem é uma forma de as empresas demonstrarem seu compromisso com a sustentabilidade e a responsabilidade ambiental.

### A importância da reciclagem na economia
A reciclagem é uma atividade importante que ajuda a economia. A reciclagem é uma forma de reduzir a quantidade de resíduos enviados para aterros sanitários, economizando espaço e dinheiro. A reciclagem também é uma forma de conservar os recursos naturais, como água, energia e matéria-prima. A reciclagem é uma atividade importante que pode gerar empregos e fortalecer a economia.

### O Certificado de Reciclagem e seu papel no desenvolvimento da reciclagem
O Certificado de Reciclagem é uma ferramenta importante no desenvolvimento da reciclagem. O Certificado de Reciclagem ajuda a incentivar as empresas a reciclarem seus resíduos e a contribuir para a preservação do meio ambiente.